# Ben Shneiderman
Ben Shneiderman (Nova Iorque, 21 de agosto de 1947) é um americano cientista da computação e professor de Ciência da Computação do Laboratório de Interação Humano-Computador na Universidade de Maryland, College Park. Ele conduziu a investigação fundamental no domínio da interação humano-computador, desenvolvimento de novas ideias, métodos e ferramentas, tais como a interface de manipulação direta, e seus oito regras de design.

## Biografia
Ele é graduado da Escola Bronx Superior de Ciências, e recebeu uma Bachelor of Science BS em Matemática e Física em City College of New York em 1968, e então passou a estudar na Universidade Estadual de Nova Iorque, em Stony Brook, onde recebeu um Master of Science em Ciência da Computação em 1972 e graduou-se com um Ph.D. em 1973.
Ele foi empossado como um Fellow do Association for Computing Machinery em 1997, a Fellow da Associação Americana para o Avanço da Ciência, em 2001, um membro do National Academy of Engineering em 2010, e um IEEE Fellow em 2012.
Em 2002, seu livro Leonardo Laptop: as necessidades humanas e as novas tecnologias de computação foi vencedor de um Prêmio IEEE-EUA por contribuições distintas para aprofundar a compreensão pública da profissão.
Ele também recebeu doutoramentos honoris causa pela Universidade de Guelph (Canadá) e pela Universidade de Castela-La Mancha (Espanha).

## Trabalho
Em seu trabalho anterior em estudar os programadores, ele conduziu experimentos que sugerem que fluxogramas não foram úteis para a escrita, a compreensão, ou modificar programas de computador.
Sua principal obra nos últimos anos tem sido a visualização da informação, dando origem ao treemap conceito para dados hierárquicos. Ele também desenvolveu barras dinâmicas consultas com múltiplos monitores coordenados que são um componente-chave da Spotfire, que foi adquirida pela TIBCO em 2007. Seu trabalho continuou em ferramentas de análise visual para séries cronológicas, TimeSearcher, altas de dados dimensionais, Explorer Clustering Hierárquico e dados de redes sociais, SocialAction mais NodeXL. Ofertas de trabalho em curso com a visualização de sequências de eventos temporais, como encontrado em Registros Eletrônicos de Saúde, em sistemas como LifeLines2.
Além de seu trabalho influente no design da interface do usuário, ele é conhecido para o co-invenção (juntamente com Isaac Nassi), da diagramas de Nassi-Shneiderman, uma representação gráfica de o design de software estruturado.
Ele também definiu a área de pesquisa de usabilidade universal para incentivar uma maior atenção para diversos usuários, línguas, culturas, tamanhos de tela, velocidades de rede e plataformas de tecnologia.